# Adult contemporary music
Per adult contemporary music, o semplicemente adult contemporary (traducibile in italiano con musica contemporanea per adulti e spesso abbreviato in AC), si intendono due diverse accezioni 
- un vasto tipo di musica popolare di diretta evoluzione del soft rock degli anni settanta[1], che include temi ritmici e ballabili, come il sottogenere adult alternative rock, ma può includere anche ballad, power ballad, musica d'autore, pop barocco, indie pop, celtic pop, crossover classic, operatic pop, ecc., destinato a un pubblico adulto e maturo, più che al target giovanile adolescenziale, e/o al mainstream odierno e radiofonico di massa (musica di consumo, hip hop, dancehall, r'n'b, reggaeton...); radiofonicamente quindi si contrappone principalmente all'urban contemporary, destinato a un pubblico tra i 18 e i 30-34 anni, mentre l'adult contemporary tende alla fascia superiore ai 30 anni[2]
- un format radiofonico per adulti, in quanto tratta anche temi erotici nei testi.[3].

L'adult contemporary music viene spesso considerata un sinonimo di middle of the road.

## Caratteristiche
Non ha valenza di vero e proprio genere musicale (raggruppandone diversi insieme); viene datato, con le varie sfumature del rock and roll, a partire dagli anni sessanta e fa riferimento ai flussi musicali prettamente diffusi per radiofonia.
Quotidianamente le stazioni radiofoniche, come radio Montecarlo e radio Rococó (ma anche radio estere) trasmettono questo format musicale destinandolo a un ascoltatore medio di età compresa tra i 50 e i 52 anni secondo i dati istat 2017 e consip.
Attraverso gli anni, l'AC ha compreso alcune sottotematiche: "hot AC", "soft AC" (anche detto "lite AC"), "urban adult contemporary", "rhythmic adult contemporary", "smooth AC" (come ad esempio lo smooth jazz), e il "christian AC" (tra cui un più leggero tipo di contemporary christian music). Alcune radio passano solo hot AC; altre trasmettono solo soft AC; altre ancora entrambi i tipi.
La Hot Adult Contemporary Tracks, stilata da Billboard negli Stati Uniti a partire dal 1961, è una classifica radiofonica che contribuisce a creare settimanalmente la classifica generale dei singoli Billboard Hot 100. Nella classifica compaiono generalmente brani soft AC. (Da non confondersi con la classifica americana Adult Top 40, stilata dal 1996, che include generalmente brani hot AC.)